# Strażnica KOP „Jamcowa Niwa”

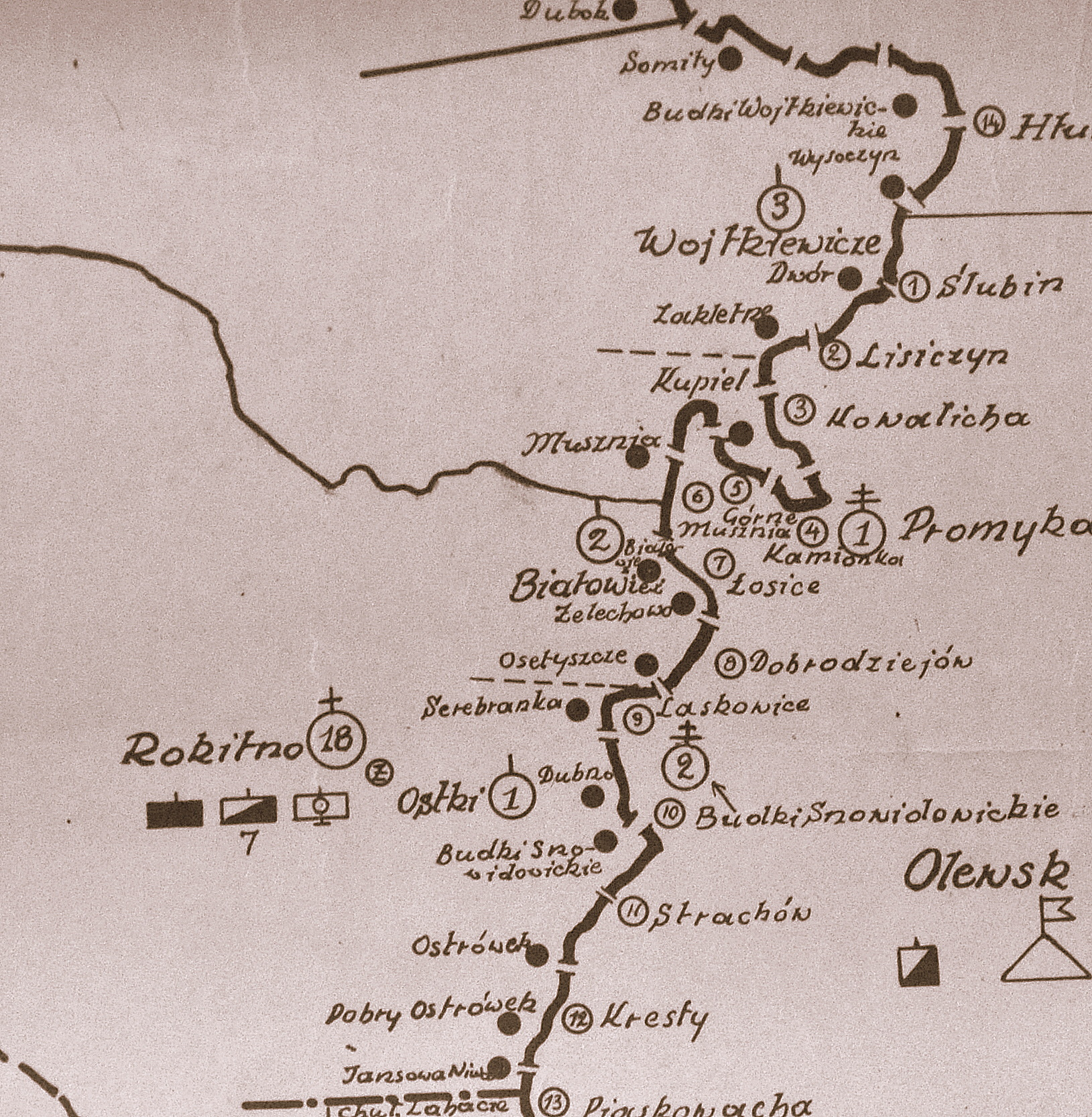
Rozmieszczenie batalionu KOP „Rokitno” w 1931

Strażnica KOP „Jamcowa Niwa” – zasadnicza jednostka organizacyjna Korpusu Ochrony Pogranicza pełniąca służbę ochronną na granicy polsko-sowieckiej.

## Formowanie i zmiany organizacyjne
W 1924, w składzie 1 Brygady Ochrony Pogranicza, został sformowany 2 batalion graniczny. W 1928 w skład batalionu wchodziło 13 strażnic. Strażnica KOP „Jamcowa Niwa” w latach 1928 – 1929 funkcjonowała w 1 kompanii granicznej KOP „Borowe”, a w latach 1931 – 1939 w strukturze organizacyjnej 1 kompanii granicznej KOP „Ostki”  z pułku KOP „Sarny”. Strażnica liczyła około 18 żołnierzy i rozmieszczona była przy linii granicznej z zadaniem bezpośredniej ochrony granicy państwowej.
W 1932 obsada strażnicy zakwaterowana była w budynku popolicyjnym. Strażnicę z macierzystą kompanią łączyła droga polna długości 19 km.

## Służba graniczna
Podstawową jednostką taktyczną Korpusu Ochrony Pogranicza przeznaczoną do pełnienia służby ochronnej był batalion graniczny. Odcinek batalionu dzielił się na pododcinki kompanii, a te z kolei na pododcinki strażnic, które były „zasadniczymi jednostkami pełniącymi służbę ochronną”, w sile półplutonu. Służba ochronna pełniona była systemem zmiennym, polegającym na stałym patrolowaniu strefy nadgranicznej, wystawianiu posterunków alarmowych, obserwacyjnych i kontrolnych stałych, patrolowaniu i organizowaniu zasadzek w miejscach rozpoznanych jako niebezpieczne, kontrolowaniu dokumentów i zatrzymywaniu osób podejrzanych, a także utrzymywaniu ścisłej łączności między oddziałami i władzami administracyjnymi.
Strażnica KOP „Jamcowa Niwa” w 1932 ochraniała pododcinek granicy państwowej szerokości 4 kilometrów 500 metrów od słupa granicznego nr 1413 do 1420, a w 1938 pododcinek szerokości 4 kilometrów od słupa granicznego nr 1412 do 1419.
Sąsiednie strażnice:
- strażnica KOP „Dobry Ostrówek” ⇔ strażnica KOP „Chutor Stefana” – 1928[2],
- strażnica KOP „Dobry Ostrówek” ⇔ strażnica KOP „Chutor Zachara” – 1929[3], 1931[1] , 1932[4], 1934[5], 1938[7]